# Estación Hunter
Hunter es una estación ferroviaria ubicada en la localidad homónima, Provincia de Buenos Aires, Argentina. Pertenece al Ferrocarril General Urquiza de la red ferroviaria argentina.

## Servicios
Actualmente no brinda servicios de ningún tipo y no circulan trenes de pasajeros ni de carga.

## Historia
La sección Lacroze - Rojas tuvo servicio de pasajeros, conocido popularmente como el "Federico", hasta noviembre de 1993[cita requerida]. El último servicio de cargas se registró en el año 1998[cita requerida]. Actualmente el ramal completo se encuentra sin tráfico y en estado de abandono.